# Bernes-sur-Oise
Bernes-sur-Oise è un comune francese di 2 389 abitanti situato nel dipartimento della Val-d'Oise nella regione dell'Île-de-France.

## Società

### Evoluzione demografica
Abitanti censiti